# سفر الجامعة

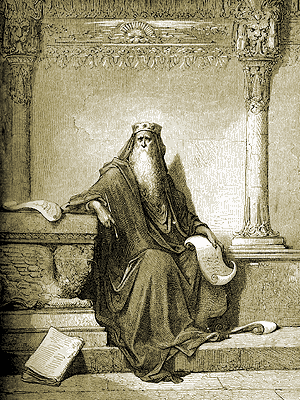

سفر الجامعة (باليونانية: Ἐκκλησιαστής، بالعبرية:קֹהֶלֶת)‏ هو أحد أسفار التناخ والعهد القديم.

## التكوين

### العنوان والتاريخ والمؤلف
يأخذ الكتاب اسمه من الاسم اليوناني ekklesiastes، وهي ترجمة للعنوان الذي يشير به الشخص المحوري إلى نفسه: Kohelet (كوهيليت)، والذي يعني «الشخص الذي يعقد اجتماعًا أو يخاطب التجمع». وفقًا للتقاليد الحاخامية، كتب سفر الجامعة سليمان (توفي 931 قبل الميلاد تقريبا) في سن الشيخوخة (يوجد تقليد بديل أن «حزقيا وزملاؤه كتبوا إشعياء والأمثال ونشيد الأناشيد والجامعة» لكنه على الأرجح يعني أنه قد تم تحرير الكتاب من قبل حزقيا) ولكن العلماء الناقدين رفضوا منذ فترة طويلة فكرة تأليفه ما قبل الأسر البابلي. يشير وجود كلمات ذات أصول فارسية وآرامية إلى تاريخ لا يتجاوز 450 عامًا قبل الميلاد، حين أن آخر تاريخ ممكن لتكوينه هو سنة 180 قبل الميلاد، وهو العام الذي يقتبس الكاتب اليهودي بن سيرا منه. يدور الخلاف حول ما إذا كان الجامعة ينتمي إلى العصور الفارسية أو الهلنستية، ويدور النقاش حول درجة الهلينة (تأثير الثقافة والفكر اليوناني) الموجودة في الكتاب. يرى العلماء الذين يقترحون تاريخا فارسيا (حوالي 450-330 قبل الميلاد) أن هناك نقصًا تامًا في التأثير اليوناني؛ يجادل أولئك الذين يدافعون عن التاريخ الهلنستي (حوالي 330-180 قبل الميلاد) بأنه يُظهر أدلة داخلية على الفكر والوضع الاجتماعي اليوناني.
أيضا ما لم يتم التوافق حوله هو ما إذا كان مؤلف وراوي السفر هما الشخص نفسه. ينتقل السفر بانتظام بين اقتباسات الشخص الثالث من كوهيليت وانعكاسات الشخص الأول على كلمات كوهيليت، مما يشير إلى أن الكتاب كتب كتعليق على أمثال كوهيليت بدلاً من كتاب مؤلف شخصيًا لأقواله. جادل بعض العلماء أن سرد الشخص الثالث هي أداة أدبية مصطنعة على غرار العم ريموس، على الرغم من أن وصف كوهيليت في 12: 8–14 يبدو أنه يشير إلى أنه كان شخصًا تاريخيًا يقدم الراوي أفكاره. ومع ذلك، فإن السؤال ليس له أهمية لاهوتية، وقد علق أحد الباحثين (رولاند مورفي) أن كوهيليت كان لينظر إلى الوقت والإبداع في تفسير كتابه على أنه مثال آخر على "عدم جدوى جهد الإنسان".

### قانونيته
إن سبب وجود سفر الجامعة في الكتاب المقدس هو لغز، حيث أن المواضيع الشائعة في الشريعة العبرية - إله يكشف ويخلص، وينتخب ويعتني بشعب مختار - غائبة عنه، مما يوحي بأن كوهيليت قد فقد الإيمان في شيخوخته. كان فهم الكتاب موضوعا للنقاشات المبكرة المسجلة. كانت إحدى الحجج آنذاك هي أن اسم سليمان يحمل سلطة كافية لضمان إدراجه، ولكن تم استبعاد أعمال أخرى ظهرت باسم سليمان على الرغم من كونها أكثر تقليدية من سفر الجامعة. كانت حجة أخرى أن كلمات الخاتمة، التي قيل فيها للقارئ أن يخاف الله ويحفظ وصاياه، جعلته أرثوذكسيّا (تقليديا قويما)؛ لكن كل المحاولات اللاحقة للعثور على أي شيء في بقية الكتاب من شأنه أن يعكس هذه العقيدة قد فشلت. هناك اقتراح حديث يتعامل مع الكتاب باعتباره حوارًا تنتمي فيه عبارات مختلفة لأصوات مختلفة، حيث يقوم كوهيليت بنفسه بالرد على الآراء غير التقليدية وتفنيدها، ولكن لا توجد علامات واضحة لذلك في الكتاب، كما هو الحال على سبيل المثال في سفر أيوب. هناك اقتراح آخر هو أن سفر الجامعة هو ببساطة المثال الأكثر تطرفًا لتقليد الشك، لكن لا يتطابق أي من الأمثلة المقترحة مع الجامعة في إنكاره المستمر للإيمان وشكه في صلاح الله. «باختصار، لا نعرف لماذا أو كيف وجد هذا الكتاب طريقه إلى هذه الصحبة الموقرة [الأسفار القانونية]»، وفقا لمارتن أ. شيلدز في كتابه عام 2006 «نهاية الحكمة: إعادة تقييم الوظيفة التاريخية والقانونية لسفر الجامعة».

### الخلاف حول قانونيته
في اليداييم (بالعبرية: ידיים، "الأيدي") هي رسالة من المشناه والتوسفتا، تتناول نجاسة اليدين وغسلهما. وهي الحادية عشرة في ترتيب الطهارة في معظم طبعات المشناه وبها في فصل 3:5 يذكر الخلاف إذا كان سفر الجامعة وسفر نشيد الأنشاد يعتبرا موحى به أو لا عبرا قول إن كان ينجس اليدين (نجس معنوي) أو لا فإن كان ينجس فإنه كتاب موحى به لأنه في اليهودية يحرم لمس كتب المقدسة فتكون عقوبة أن تصبح يدين نجستين، وإن كان لا ينجس اليدين فهو كتاب غير مقدس.